# Silvio Puggina Felisati
Silvio Puggina Felisati   (Este, 25 de gener de 1882 - Esparreguera, 11 de juliol de 1950) fou un mestre orguener italià establert a Catalunya.

## Biografia
Abans d'establir-se a Catalunya, Puggina treballà durant 7 anys com a director tècnic al taller de l'orguener Vincenzo Moscioni de Cuvio (a Varese, a la Llombardia). Puggina arribà a Catalunya l'any 1922, juntament amb el fuster Enrico Rabagliatti Pampuro (1898-1981). Vingueren a Catalunya a instàncies d'Antoni Maria i Marcet, llavors abat del monestir de Montserrat, amb l'encàrrec de la construcció d'un orgue per al reraltar de l'església del monestir. Aquest orgue és considerat com el primer que construiren Puggina i Rabagliati a Catalunya. Posteriorment, aquest fou adquirit per la Seu de Manresa l'any 1957.
Se sap que l'any 1924 resideix a Collbató, i que durant la seva estada al poble coneix a Joan Rogent i Massó, amb qui fundà el 31 de març de 1926 la societat anòmina Fábrica de Órganos de Nuestra Señora de Montserrat, de la qual Rogent n'era el gerent i Puggina el soci i mestre orguener. Durant aquesta primera etapa, la Fábrica construí els orgues de Roda de Ter (1926), de la cripta de la Sagrada Família (1926), de Lloret de Mar (1927) i de Terrassa (1928). Es també obra de Puggina del 1929 l'orgue del Seminari Conciliar de Barcelona; tot i que inicialment es destinà per a l'Exposició Internacional de Barcelona d'aquell mateix any; l'orgue ja instal·lat al cor de la capella s'inaugurà el 16 de març de 1946. També van restaurar els orgues ja existents de la catedral de Tarragona (1928), del Vendrell (1929) i d'Esparreguera (1933). Puggina també s'encarregà de la construcció de l'orgue de saló de la II Exposició d'Art Litúrgic, que tingué lloc al Casal de l'Exercitant de Barcelona entre el 22 de novembre i el 23 de desembre de 1928.
El 30 de setembre de 1937 Puggina pateix una paràlisi, agreujada amb un altre atac el 1942. A conseqüència del seu estat de salut, Puggina es vengué la seva part de la Fábrica, i juntament amb la seva família es va traslladar a viure a Esparreguera. La seva salut no millorà, fins a la seva mort el 1950. Per la seva banda, la Fábrica va estar en funcionament fins aproximadament l'any 1970. Durant la seva existència van col·laborar-hi orgueners com Salvador Aragonés, Basílio Giménez i Gabriel Blancafort i París.